# Michael Teti
Michael „Mike“ Francis Teti (* 20. September 1956 in Upper Darby Township) ist ein ehemaliger Ruderer und jetziger Rudertrainer aus den Vereinigten Staaten, der 1987 Weltmeister mit dem Achter war.

## Sportliche Karriere
Der 1,88 m große Michael Teti nahm 1974 mit dem Achter an den Junioren-Weltmeisterschaften teil und belegte den zehnten Platz. 1977 nahm er im Zweier ohne Steuermann an den Weltmeisterschaften in der Erwachsenenklasse teil und erreichte zusammen mit Darrell Vreugdenhill den sechsten Platz. 1978 graduierte er an der Saint Joseph’s University in Philadelphia. Bei den Panamerikanischen Spielen 1979 gewann er eine Silbermedaille im Vierer ohne Steuermann. 1982 übernahm er das Amt des Rudertrainers an der Temple University. Gleichzeitig setzte er seine Laufbahn als aktiver Ruderer fort, 1984 war er Ersatzmann für die Olympischen Spiele in Los Angeles.
Bei den Weltmeisterschaften 1985 gewann Teti mit dem US-Achter die Bronzemedaille. 1986 belegte er zusammen mit John Strotbeck den zehnten Platz im Zweier ohne Steuermann. Die beiden gewannen auch die Silbermedaille bei den Goodwill Games 1986. 1987 startete der US-Achter bei den Weltmeisterschaften in Nottingham in der Besetzung Michael Teti, Jon Smith, Ted Patton,  Michael Still, Peter Nordell, Jeffrey McLaughlin, Douglas Burden, John Pescatore und Steuermann Seth Bauer. Der US-Achter gewann das Finale mit drei Sekunden Vorsprung auf das Boot aus der DDR, dahinter erhielten die Italiener Bronze. Das Boot aus der Bundesrepublik Deutschland belegte den sechsten Platz. Im Jahr darauf siegte bei den Olympischen Spielen 1988 in Seoul der Deutschland-Achter mit fast zwei Sekunden Vorsprung auf das Boot aus der Sowjetunion. Der US-Achter gewann mit 25 Hundertstelsekunden Rückstand auf das Boot aus der UdSSR die Bronzemedaille, wobei gegenüber dem Vorjahr nur John Rusher für Michael Still ins Boot gerückt war.
1989 verließ Teti die Temple University und wurde Rudertrainer an der Princeton University. 1991 kehrte er noch einmal als aktiver Ruderer in den US-Achter zurück. Er belegte den achten Platz bei den Weltmeisterschaften 1991 und erreichte den vierten Platz bei den Olympischen Spielen 1992 in Barcelona. Danach beendete er endgültig seine aktive Karriere. Von 1994 bis 2005 war er bei neun Weltmeisterschaften als Trainer dabei, 2000 und 2004 war er Trainer des US-Olympiateams. An der Princeton University blieb er bis 2008, 2009 wurde er Cheftrainer an der University of California, Berkeley.
Michael Teti ist mit der Ruderin Kay Worthington verheiratet. Sein jüngerer Bruder Paul Teti ruderte dreimal bei Olympischen Spielen.